# Timon Obermeier
Timon Obermeier (* 7. April 2003 in Allershausen) ist ein deutscher Fußballspieler.

## Karriere
Nach seinen Anfängen in der Jugend des TSV 1860 München und des FC Bayern München wechselte Obermeier im Januar 2018 in die Jugendabteilung der SpVgg Unterhaching. Nach insgesamt 15 Spielen in der B-Junioren-Bundesliga und 12 Spielen in der A-Junioren-Bundesliga, bei denen ihm insgesamt zwei Tore gelangen, wurde er im Sommer 2021 in den Kader der ersten Mannschaft in der Regionalliga Bayern aufgenommen und unterschrieb seinen ersten Profivertrag bis Sommer 2024. Mit seinem Verein wurde er am Ende der Saison 2022/23 Meister und stieg in die 3. Liga auf. Dort kam er auch zu seinem ersten Einsatz im Profibereich, als er am 1. Oktober 2023, dem 8. Spieltag, beim 2:2-Auswärtsunentschieden gegen Borussia Dortmund II in der 84. Spielminute für Josef Welzmüller eingewechselt wurde.

## Erfolge
- Meister der Regionalliga Bayern und Aufstieg in die 3. Liga: 2023